# Flaming Moe
 Flaming Moe, titulado El closet de Moe en Hispanoamérica y Plumífero Moe en España, es el undécimo episodio de la vigesimosegunda temporada la serie de animación los Simpson. Fue emitido el 16 de enero de 2011 en Estados Unidos por la cadena FOX.

## Sinopsis
Para ganarse el respeto del Sr. Burns, Smithers ofrece su ayuda para transformar la taberna de Moe en un salón más refinado y moderno, volviendo al nuevo "Mo´s", el lugar de reunión local gay de Springfield. La nueva taberna provocará más ganancias, pero cuando Moe nota que sus clientes lo creen gay, teme decir la verdad, a riesgo de arruinar el negocio, cosa que lo meterá en más situaciones incómodas, por jugar con lo que él es. Mientras tanto, Skinner se enamorará de la Srta. Juniper, la nueva maestra de música. Cuando se entera de que Melody, su hija, está enamorada de Bart, el lo utilizará para poder acercarse a la nueva maestra.